# Lenkunya arenicola
Lenkunya arenicola is een platworm (Platyhelminthes). De worm is tweeslachtig. De soort leeft in of nabij zoet water.
Het geslacht Lenkunya, waarin de platworm wordt geplaatst, wordt tot de familie Geoplanidae gerekend. De wetenschappelijke naam van de soort werd, als Geoplana arenicola, voor het eerst geldig gepubliceerd in 1900 door Steel.

## Synoniemen
- Geoplana arenicola Steel, 1900
  - Australopacifica arenicola (Steel, 1900)